# کمدی انسانی (فیلم ۱۳۹۵)
کمدی انسانی فیلمی به کارگردانی، نویسندگی و تهیه‌کنندگی محمدهادی کریمی محصول سال ۱۳۹۵ است.
در تاریخ ۲۷ دی ۱۳۹۶ فیلم کمدی انسانی اکران شد.

این فیلم در جشنواره تامیل نروژ برنده دو جایزه بهترین فیلم برای محمدهادی کریمی و بهترین بازیگر برای آرمان درویش شد.

## خلاصه فیلم
این فیلم یک کمدی موقعیت از زندگی تراژیک فردی است که می‌بایست علی‌رغم خواست درونی اش همرنگ با مردم پیرامونش زندگی کند.

## بازیگران
- آرمان درویش
- علی‌رضا شجاع‌نوری
- هومن سیدی
- نیکی کریمی
- احمد کساییان
- لیلا زارع
- فرخ نعمتی
- هستی مهدوی‌فر
- مهوش افشارپناه
- بهاره کیان‌افشار
- عباس احمدی مطلق
- پارسا حاجی علی
- زینب قادری
- حمیدرضا سام خانیان
- فتاح نظریان
- بابک جعفریه
- عطا مرادی
- ایلیا نصراللهی
- سام غفوری
- سعیده عرفان